# Basket Femminile Le Mura Lucca
Maillots
Le Basket Femminile Le Mura Lucca, ou Gesam Gas Le Mura Lucca, est un club italien féminin de basket-ball. Le club est basé dans la ville de Lucques (Lucca), dans la province de Lucques, en Toscane.

## Historique
- 2005-06 : Série B2: premier de la saison régulière, promu en série B d'Excellence.
- 2006-07 : Série B d'Excellence: 4e de la poule C, battu en play-off par Florence
- 2007-08 : Série B d'Excellence: 1er de la poule C1, promu en Série A2.
- 2008-09 : Série A2: 2e de la poule nord, battu  en play-offs par Acetum Cavezzo.
- 2009-10 : Série A2: 1er de la poule sud, victoire en play-offs contre la Virtus Cagliari, promu en Série A1.
- 2010-11 : 9e in Série A1, maintien acquis lors des play-outs.
- 2011-12 : 4e in Série A1, demi-finaliste des playoffs.

## Palmarès
- Champion d'Italie : 2017

## Effectif 2012-2013
Entraîneur :  Mirco Diamanti
| Numéro | Nom               | Taille (m) | Poste         | Née le         | Nationalité      |
| 5      | Adrienne Johnson  | 1,82       | ailière       | 1989           | États-Unis       |
| 7      | Francesca Dotto   | 1,69       | meneuse       | 1993           | Italie           |
| 8      | Laura Spreafico   | 1,78       | arrière       | 1991           | Italie           |
| 9      | Devereaux Peters  | 1,87       | ailière forte | 8 octobre 1989 | États-Unis       |
|        | Kathrin Ress      | 1,93       | pivot         | 26 juin 1985   | Italie Slovaquie |
| 10     | Mery Andrade      | 1,80       | ailière       | 1975           | Portugal         |
| 11     | Gloria Favilla    | 1,76       | arrière       | 1991           | Italie           |
| 13     | Benedetta Bagnara | 1,78       | arrière       | 1987           | Italie           |
| 14     | Marie Růžičková   | 1,92       | pivot         | 1986           | Slovaquie        |
| 15     | Angela Gianolla   | 1,70       | meneuse       | 1980           | Italie           |
| 18     | Beatrice Benicchi | 1,74       | arrière       | 1995           | Italie           |

## Joueuses célèbres ou marquantes
- Willis Courtney